# TAROM
A TAROM (Transporturile Aeriene Române, Román Légiközlekedési Vállalat)(IATA: RO, ICAO: ROT, Hívójel: TAROM) a legnagyobb román légitársaság és egyben a nemzeti légitársaság is. 1920-ban jött létre CFRNA (Francia-Román Légitársaság) néven, kezdetben Párizs és Bukarest közt közlekedtek francia gyártmányú Potez 15 típusú gépei, amelyekkel csomagokat és levélpostát szállítottak. Több névváltoztatás után, 1954. szeptember 18. óta hívják jelenlegi nevén TAROM-ként. A légitársaság helyi, regionális, és nemzetközi útvonalakat egyaránt repül, transzatlanti és egyéb hosszútávú járatait 2003-ban végleg megszüntette, ekkor nyugdíjazták a széles törzsű Airbus A310 típusú gépeiket is.

## Flotta
- 4 db Airbus A318
- 7 db ATR 42–500
- 2 db ATR 72–500
- 4 db ATR 72–600
- 4 db Boeing 737–300
- 4 db Boeing 737–700
- 4 db Boeing 737–800

Összesen:29

## Code-share partnerek
Aegean Airlines, Air Europa, airBaltic, Aeroflot, Air France, Alitalia, Austrian Airlines, Bulgaria Air, CSA, Air Serbia, KLM, LOT, MEA - Middle East Airline.

## Balesetek
- 1970. február 4. - A RO-35-ös járat, egy An–24-es repülőgép, 13 órakor felszállt Bukarestből, de nem érkezett meg Nagyváradra. Fedélzetén 15 utassal és 6 fős személyzettel, Kolozs és Bihar megye határán a Vlegyásza-hegységben lezuhant. A balesetnek egy túlélője volt. A tragédiát nem hozták nyilvánosságra.
- 1995. március 31. - A 371-es járat, egy Airbus A310-es repülőgép alig két perccel a felszállás után lezuhant, fedélzetén 50 utassal és a 10 fős személyzettel Balotești közelében. Senki nem élte túl a balesetet.
- 2007. december 30. - A 3107-es járat, egy Boeing 737-es repülőgép a futópályán összeütközött az ott lévő üres autóval. Senki sem sérült meg komolyabban.

## Úticélok
- BUKAREST – Budapest – Frankfurt am Main – Milánó – Genova – Varsó – Moszkva
- Bécs – München – Madrid – Prága     – Szaloniki – Isztambul
- Szófia– Zürich – Barcelona – Brüsszel  – Lárnaka  – Szatmárnémeti
- Athén – Róma – Párizs – London – Chișinău – Nagyvárad
- Temesvár – Kolozsvár – Marosvásárhely – Jászvásár - Bákó – Nagyszeben – Szucsáva
- Nagybánya – Konstanca – Tel-Aviv – Bejrút – Dubaj – Kairó – Ammán
- Damaszkusz  – Aleppó